# Farář (přírodní památka)
Farář je přírodní památka u obce Bítovany (jižně od obce) v okrese Chrudim v Pardubickém kraji a současně i rybník nacházející se na stejném místě.

## Ochrana přírody
Rybník a okolí je od roku 1990 chráněn jako přírodní památka o výměře 8,87 hektaru. Předmětem ochrany je výskyt kotvice plovoucí (Trapa natans), který po odbahnění rybníka v roce 1997 byl potvrzen až v roce 2009.

## Galerie

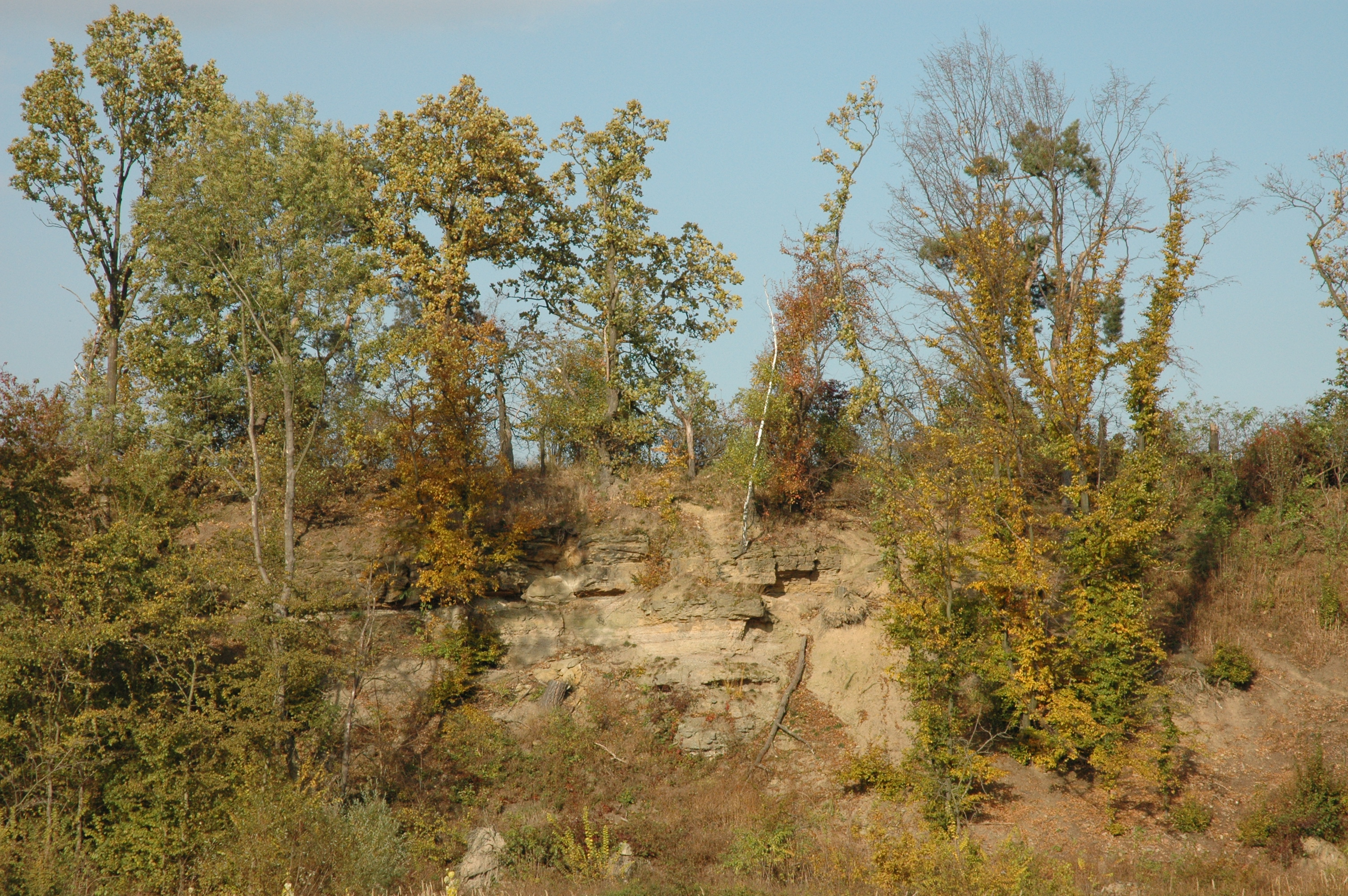
PP Farář – část zvaná V syslích
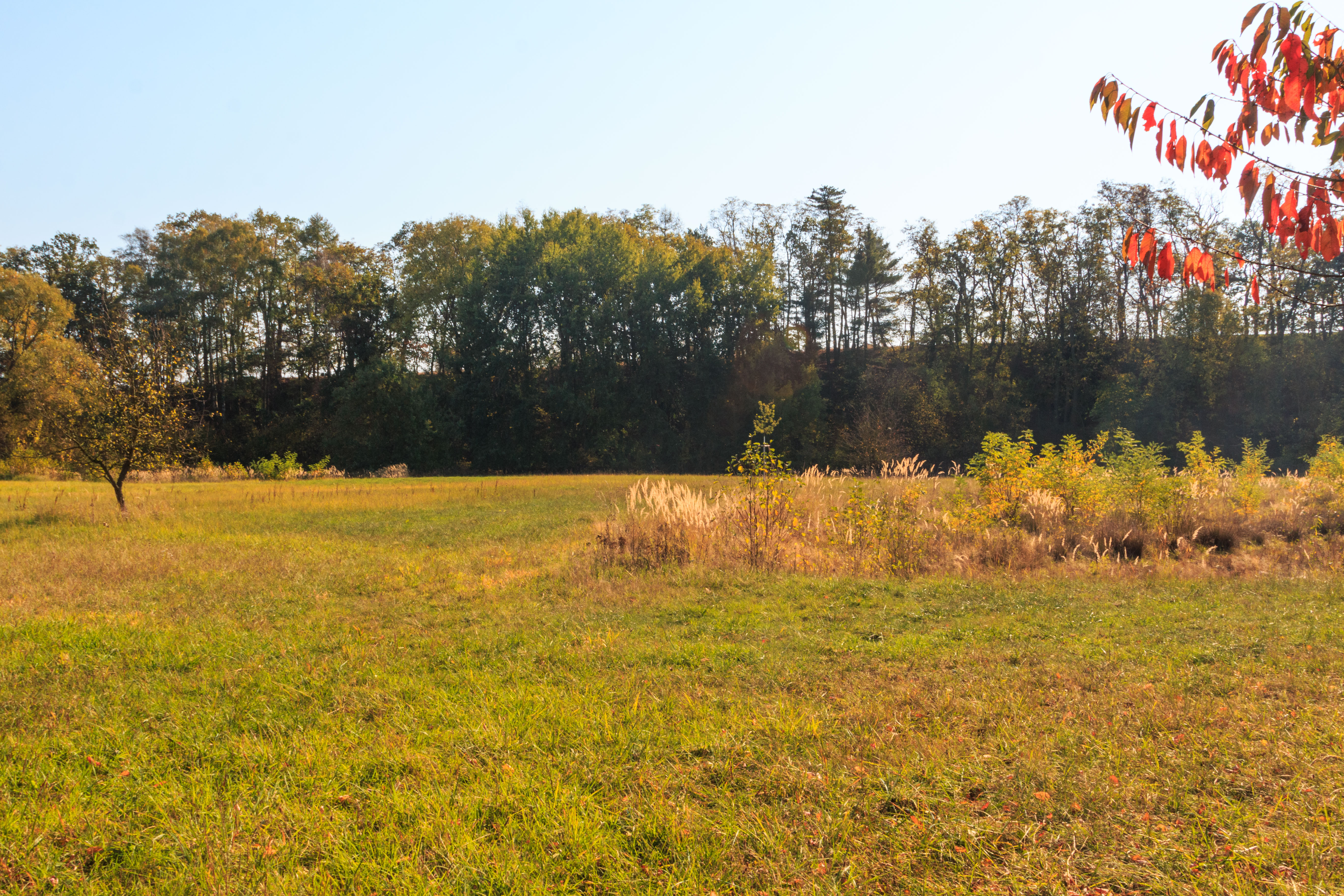
Přírodní památka Farář
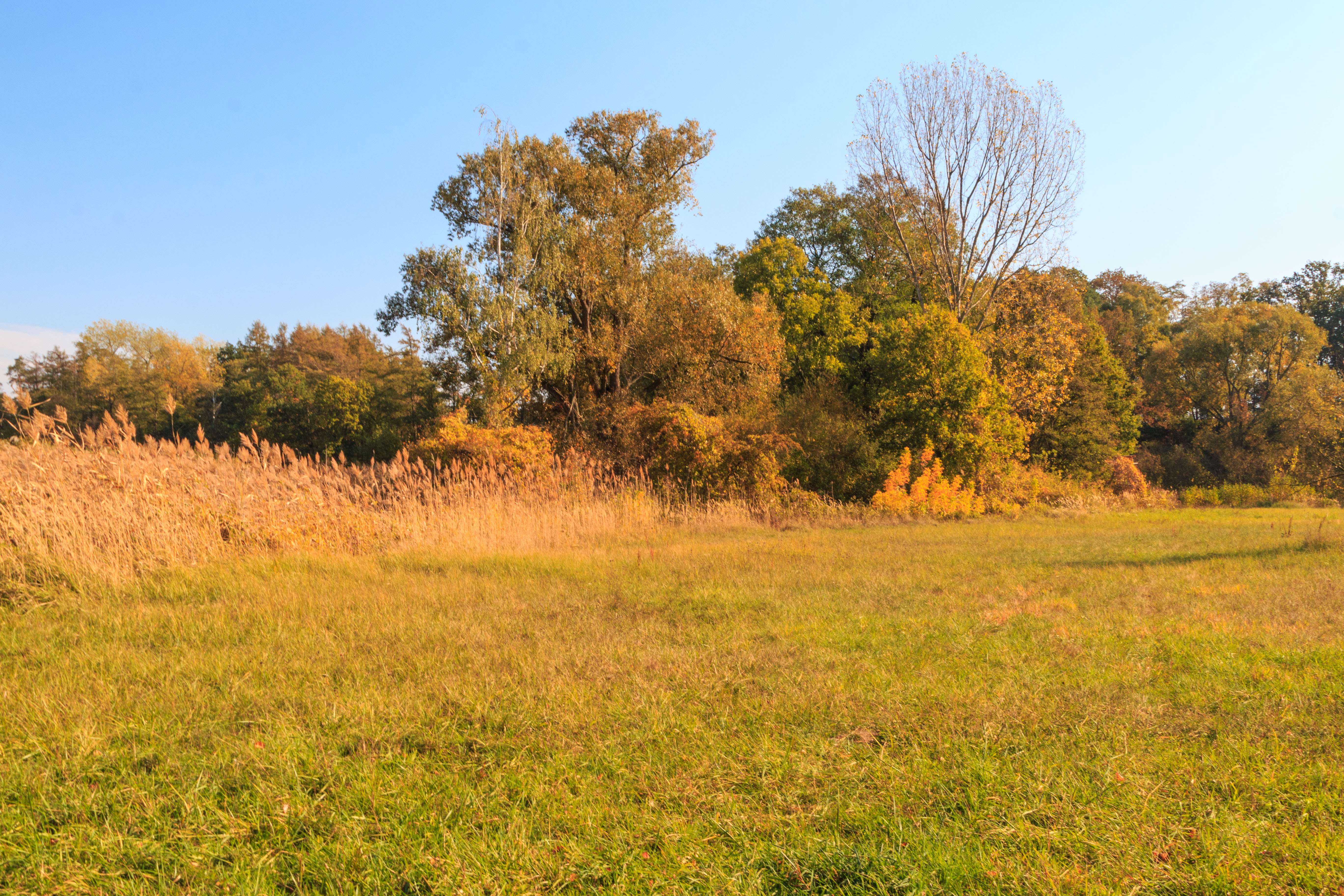
Přírodní památka Farář